# Реп
Реп (лат. cauda, грч. ourá) је назив за било који продужетак на задњем дијелу тијела животиње. 

## Реп кичмењака
Реп код кичмењака обухвата задњи дио кичме, налази се иза аналног отвора и у њега не залази трбушна шупљина. У њему се налазе мишићи и тетиве, а прекривен је кожом на којој може бити крзно, перје, крљушт, или може бити цијелом дужином или дјелимично го. Код неких кичмењака састоји се од много међусобно повезаних пршљенова који су због мишића врло покретљиви (нпр. реп за хватање код многих мајмуна), код других је кратак и патрљаст, а код неких може бити широк и спљоштен (даброви, китови), док га неки уопште немају (жабе, људи). Код неких људи постоји репуљак као атавизам. 
Мачке користе реп како за одржавање равотеже, тако и за међусобно споразумијевање (говор тијела). 